# Polirybosom
Polirybosom, polisom, informosom – zespół rybosomów (5–30) związanych z jedną cząsteczką mRNA i prowadzących jej translację, czyli syntezę białek. Odkryte i opisane w 1963 r. przez Jonathana Warnera, Paula Knopfa, i Alexa Richa. Polisomy mogą występować w postaci pojedynczych ziarenek w cytoplazmie, bądź systemu rybosomów przyczepionych do błon siateczki śródplazmatycznej szorstkiej (ER-g).
Polisomy efektywniej wykorzystują matrycę mRNA w czasie – jednocześnie na jednej nici mRNA wiele pojedynczych rybosomów syntetyzuje wiele identycznych łańcuchów peptydowych, zanim nić mRNA zostanie rozłożona. System ten jest szczególnie wydajny u eukariontów.